# Niphadophylax albonigra
Niphadophylax albonigra – gatunek motyli z rodziny trociniarkowatych i podrodziny Olethreutinae.
Gatunek ten opisany został po raz pierwszy w 2012 roku przez Józefa Razowskiego i Janusza Wojtusiaka na łamach „Acta Zoologica Cracoviensia”. Jako lokalizację typową wskazano Okomu Forest Reserve w nigeryjskim stanie Cross River.
Motyl osiągający około 16,5 mm rozpiętości skrzydeł. Głowa jest kremowobiała z szarawymi łuskami na ciemieniu. Tułów ma kolor czarny. Skrzydło przednie ma wypukłą krawędź kostalną, zaokrąglony wierzchołek i lekko zakrzywiony brzeg zewnętrzny. Ubarwienie tła ma białe z kremowymi przyciemnieniami, czarnym nakrapianiem i czarną częścią nasadową. Skrzydło tylne jest kremowoszare z białawą strzępiną. Genitalia samca mają wąski unkus, podługowato-owalny i owłosiony wyrostek towarzyszący, dobrze widoczny gnatos, kostę z płatkiem nasadowym, prosty sakulus, wydłużony kukulus z kolczastym spodem i wykształconym płatem grzbietowo-wierzchołkowym oraz cienki edeagus.
Gatunek afrotropikalny, znany tylko z Nigerii.